# Laura Gonzenbach
Laura Gonzenbach (verheiratet: Laura La Racine; * 26. Dezember 1842 in Messina, Königreich beider Sizilien; † 16. Juli 1878, in Messina, Königreich Italien) war eine Schweizerin, die in Sizilien lebte. Sie ging in die Geschichte ein als Autorin einer auf Deutsch verfassten Sammlung sizilianischer Märchen.

Titelblatt der Sammlung sizilianischer Märchen

## Leben

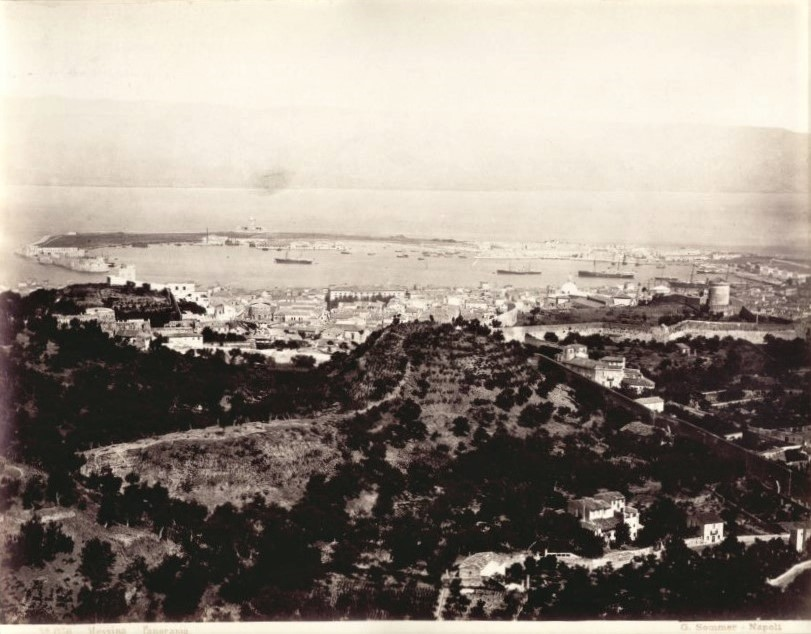
Messina 1882

Laura Gonzenbach war eine Tochter des Peter Victor Gonzenbach (1808–1885), eines aus St. Gallen stammenden Handelsagenten und Schweizer Konsuls in Messina. Da ihre Eltern zur deutschsprachigen evangelischen Gemeinschaft in Messina gehörten, wuchs sie darin auf. Ähnlich wie ihre Schwester Magdalena erhielt sie eine sorgfältige Bildung. Sie wurde auch – wenn auch nur für kurze Zeit – nach Deutschland geschickt. Neben Deutsch und Sizilianisch – beide als Muttersprachen – beherrschte sie auch Französisch und Italienisch.
Die Entstehung ihrer Sammlung der sizilianischen Märchen hängt mit der Bekanntschaft mit dem Historiker und Theologen Otto Hartwig zusammen, der 1860 auf Einladung des Konsuls Gonzenbach nach Messina kam und die deutsche Gemeinde fünf Jahre lang als reformierter Prediger und Lehrer betreute. Als er dann nach der Rückkehr nach Deutschland an dem Werk Aus Sicilien. Cultur- und Geschichtsbilder (2 Bände, 1867–1869) arbeitete, beschloss er, einige sizilianische Märchen als Anhang beizufügen. Ihm ging es um authentische, nicht ausgeschmückte Volksmärchen. Da es keine geeigneten gedruckten Märchen gab, bat er Laura Gonzenbach, die er von seinem Aufenthalt in Messina als „treffliche Märchenerzählerin“ kannte, ihm einige Märchen zu schicken. Diese Bitte erfüllte sie gern und schickte ihm zunächst zehn Märchen.
Recht bald nach der Fertigstellung der Sammlung Sicilianische Märchen heiratete Laura Gonzenbach im Jahre 1869 den aus Savoyen stammenden italienischen Obersten namens François Laurent La Racine (1818–1906). Über ihr Leben als Ehefrau ist kaum etwas bekannt. Sie starb allzu früh im Alter von nur 35 Jahren.

## Sizilianische Märchen

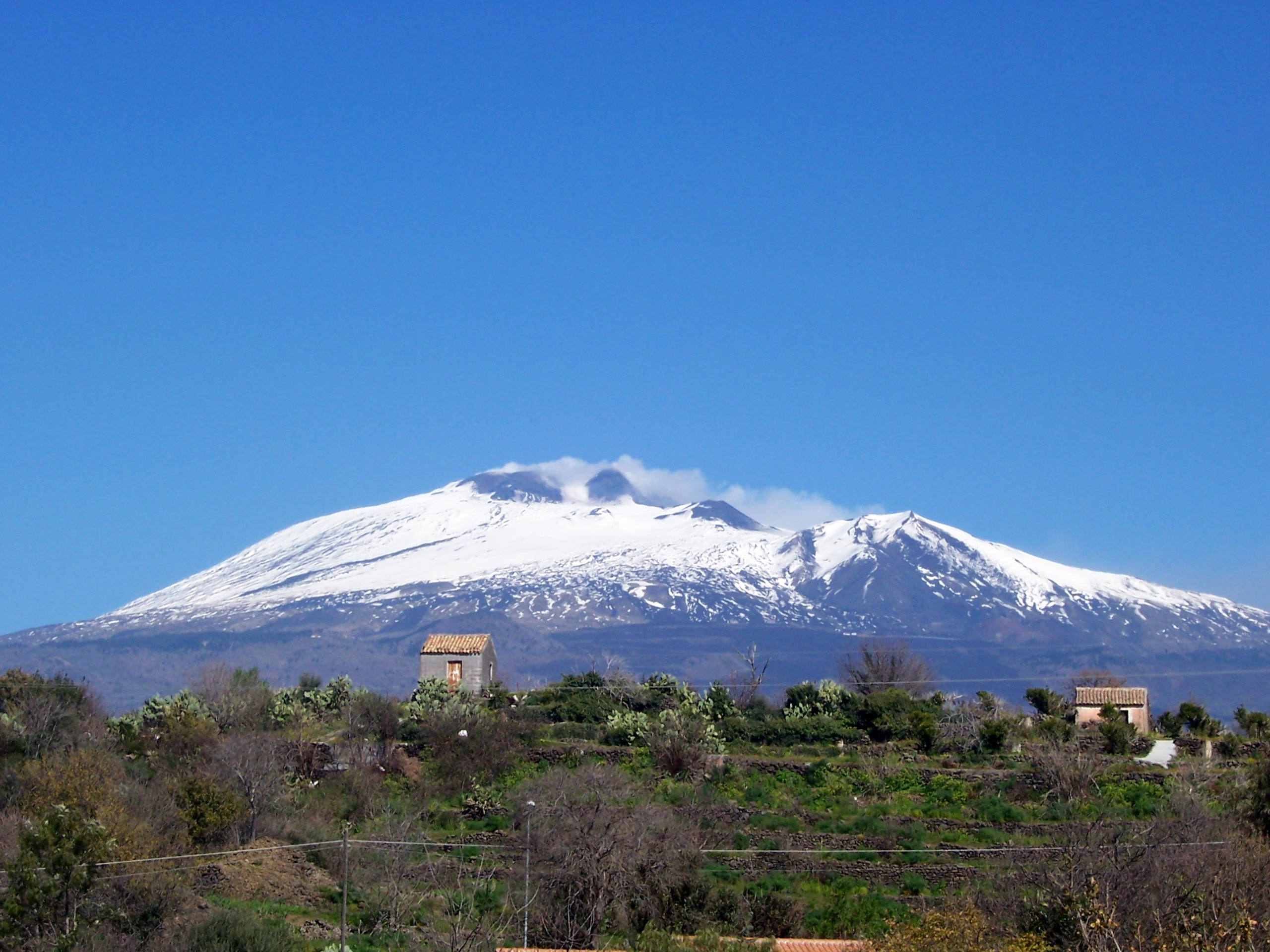
Ätna

Hartwigs Anregung fiel bei Laura Gonzenbach auf fruchtbaren Boden. Sie schrieb ihm, zusammen mit den ersten Märchen, dass sie, „nachdem die ersten Schwierigkeiten des Auffindens von guten sicilianischen Märchenerzählerinnen überwunden seien“, sehr viele Märchen kennengelernt hätte, die sie ihm zur Verfügung stellen wolle. Die meisten Märchen schrieb Laura Gonzenbach während eines Aufenthaltes in der Landwohnung an den Südostabhängen des Ätna vor Acireale und Catania im Frühsommer 1868 nieder. In dieser Gegend fand sie auch viele neue Märchen. Noch 1868 schickte sie Hartwig eine umfangreiche Sammlung, die aus 92 Märchen bestand. Sie schrieb ihm gleichzeitig, dass sie bereit wäre, das Sammeln fortzusetzen. Sie sei überzeugt, dass sie leicht ein zweites Hundert zusammenstellen könnte, weil die Märchen im Volk noch sehr verbreitet seien. Warum sie ihre Sammlung aber schließlich trotzdem nicht fortsetzte, ist nicht bekannt

Märchenerzählerin Caterina Certo, Frontispiz von Adolf Neumann

Otto Hartwig beschloss, diese Sammlung vollständig herauszugeben, und setzte sich mit dem Märchenkenner Reinhold Köhler in Verbindung, der die Sammlung eine „wahrhafte Bereicherung unserer Märchenliteratur“ nannte. Bei der Herausgabe arbeitete Hartwig einerseits mit Laura Gonzenbach, andererseits mit Köhler eng zusammen, der bereit war, Anmerkungen zu erarbeiten. Gonzenbachs Text wurde nur wenigen sehr kleinen stilistischen Änderungen von Hartwig und auch von Köhler unterzogen. Hartwig schrieb selber eine umfangreiche Einleitung und ein Vorwort dazu. Von Köhler stammt auch die Reihenfolge der Märchen. Ferner fügte Hartwig zwei Märchen im messinischen Dialekt, aufgeschrieben von Salvatore Morganti aus Messina, bei. Außerdem enthält die Sammlung zwei Frontispize mit den von Adolf Neumann nach Fotografien gefertigten Kupferstich-Porträts zweier Erzählerinnen. Hartwigs Bemühungen gehen auf die Welle des italienisch-deutschen Wetteiferns in der Herausgabe der italienischen Volkslieder, Märchen und Novellen aus den 1860er Jahren zurück. Auch Laura Gonzenbach wusste von diesem Wetteifern und wollte gut darin abschneiden. Ihre Sammlung ist die erste gedruckte Sammlung sizilianischer Märchen. Erst 1875 erschien die nächste vierbändige Sammlung von Giuseppe Pitrè Fiabe, novelle e raconti popolari Siciliani. Gonzenbachs Sammlung ist außerdem eine der wenigen Märchensammlungen aus dem 19. Jahrhundert, die von einer Frau verfasst wurden.

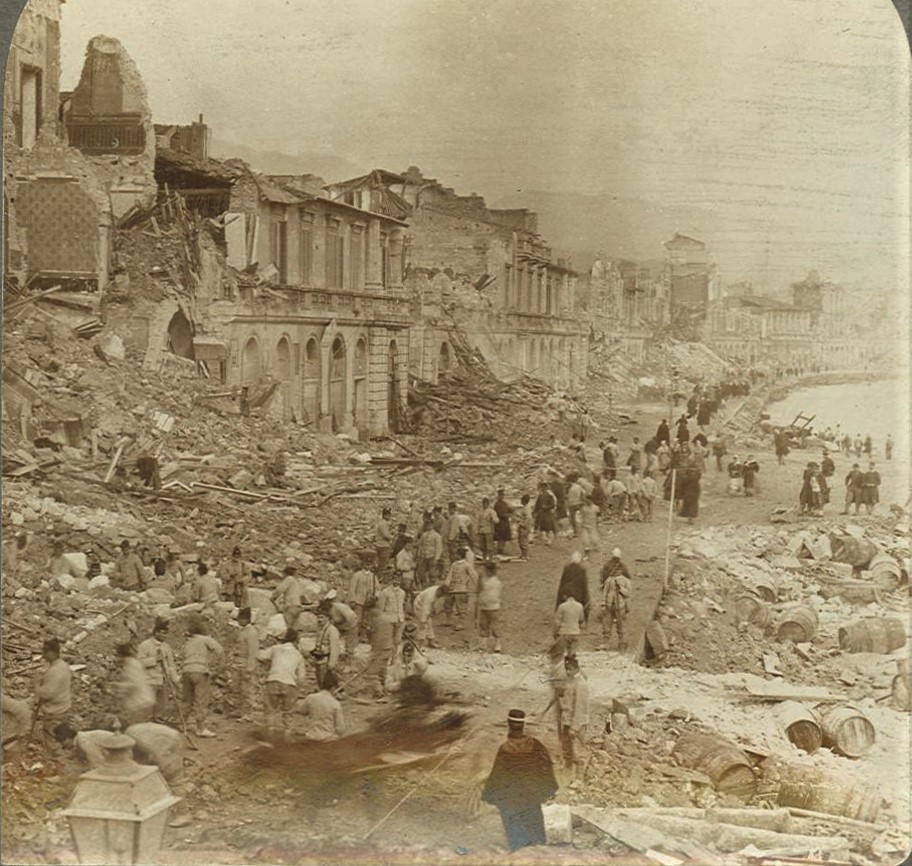
Wasserfront von Messina nach dem Erdbeben von 1908

Fast alle Märchen Gonzenbachs gehen auf Erzählungen von Frauen zurück. Alessandro Grasso aus Blandano war ihr einziger Erzähler; aber auch er hatte die Märchen von seiner Mutter gelernt. Die meisten Erzählerinnen Gonzenbachs waren Bäuerinnen aus dem östlichen Sizilien, aus der Gegend von Messina. Sie nannte zwar ihre Namen, es waren u. a. die Bäuerinnen Bastiana aus Viagrande bei Acireale, Nunzia Giuffridi, Lucia, Sicca (Francesca) Crialese aus Borgo bei Catania sowie Antonia Centorrino, Elisabetta Martinotti, Concetta Martinotti, Francesca Rusullo aus Messina, Peppina Guglielmo aus der Nähe von Messina, Caterina Certo aus San Pietro di Monforte. Doch über die Erzählerinnen selbst, die Umstände und Methoden des Sammelns sowie über die natürlichen Rahmen des Märchenerzählens ist kaum etwas bekannt. Die Originalmanuskripte Gonzenbachs sind nicht mehr erhalten. Sie wurden vermutlich bei dem Erdbeben von 1908 in Messina vernichtet. Aus diesem Grund kann man auch den Originalwortlaut der Märchen nicht mit ihrer Übersetzung vergleichen. In einem Brief an Hartwig, den er in der Einleitung teilweise zitierte, versicherte Laura Gonzenbach, „ich habe mein Möglichstes gethan, um die Märchen recht getreu so wieder zu geben, wie sie mir erzählt wurden“. Hartwig lobte sie wiederum für das ausgezeichnete Gespür, mit dem sie gesprochenes Sizilianisch auf Deutsch wiedergab. Er unterstrich auch, dass sie „die originellen Wendungen, die theilweise schwerfälligen Übergänge, den neidischen Rückblick auf das Glück des Helden […] vollkommen den Wendungen der Sicilianerinnen nachgebildet“ habe.
Laura Gonzenbach war zwar eine talentierte Erzählerin, aber sie hatte keine volkskundliche Ausbildung. Ihre Sammlung hält trotzdem wegen ihrer ursprünglichen Frische und mancherlei Details aus dem Alltagsleben einem Qualitätsvergleich mit den sizilianischen Märchen von Pitrè (1875) oder Grisanti (1981) stand. Zwar berücksichtigte Antti Aarne sie in seinem Märchentypkatalog von 1912, trotzdem wurde ihre Sammlung von den Wissenschaftlern in Deutschland zurückhaltend aufgenommen; außerhalb von Deutschland wurde sie praktisch ignoriert und war dort vergessen. Den ersten Versuch, die Märchen in Italien bekannt zu machen, wagte 1964 die Enkelin der Verfasserin, Renata La Racine, indem sie ihre Übersetzung von 38 Märchen präsentierte. Erst die vollständigen Übersetzungen der Sammlung ins Italienische von Luisa Rubini (1999) und ins Englische von Jack David Zipes (2006) beendeten endgültig diese lange Zeit des Vergessens. Gonzenbachs Verdienste beruhen u. a. darauf, dass sie eine ganze Reihe Märchen vor dem Vergessen rettete – sie sind nämlich nur dank ihrer Niederschrift bekannt.

„Obgleich die Frauen fast überall die eigentlichen Märchenerzählerinnen sind, so treffen wir doch nur selten Sammlungen von Märchen an, die wirklich von Frauen herrühren. Eine solche Ausnahme bilden die sicilianischen Märchen. […] Die Sammlerin, eine junge Schweizerin, die in Messina geboren und des sicilianischen Dialekts vollkommen mächtig ist, hat es verstanden, mit echt weiblicher Feinheit auch die zartesten Nuancen in der Redeweise der sicilianischen Erzählerinnen getreulich wiederzugeben, und hat dadurch den von ihr mitgetheilten Märchen einen so eigenthümlichen Reiz und Duft verliehen, daß man dieselben mit Recht eine wahre Bereicherung der Märchenliteratur nennen kann.“

## Ausgaben

### Vollständige Ausgaben
- Sicilianische Märchen. Aus dem Volksmund gesammelt, mit Anmerkungen Reinhold Köhler’s und einer Einleitung hrsg. von Otto Hartwig, 2 Teile, Leipzig : Engelmann 1870
  - Digitalisat
  - Nachdruck: Hildesheim : Olms 1976, ISBN 3-487-06032-9
  - Online-Ressource: Paderborn : Salzwasser-Verlag 2011, ISBN 978-3-8460-0025-0
  - Neuausgabe Hofenberg, Berlin 2013, ISBN 978-3-8430-2682-6
- Fiabe Siciliane, übersetzt von Luisa Rubini, 1999
- Beautiful Angiola. The lost Sicilian folk and fairy tales of Laura Gonzenbach, translated and with an introduction by Jack Zipes, New York, London : Routledge, 2006, ISBN 978-0-415-97722-7

### Auszüge
- Tradizione popolare nelle fiabe siciliane di Laura von Gonzenbach. Scelta, traduzione e introduzione di Renata LaRacine. Presentazione di Paolo Toschi, Messina, Firenze : d’Anna 1964 [38 Märchen].
- Sizilianische Märchen aus dem Volksmund gesammelt, Nördlingen : Greno 1989, ISBN 3-89190-250-6 (Die andere Bibliothek).
- Beautiful Angiola. The Great Treasury of Sicilian Folk and Fairy Tales Collected by Laura Gonzenbach, translated by Jack Zipes, New York, London : Routledge 2004.

### Bearbeitungen
- Die schöne Anna. Im Märchenland Sizilien, fotografiert von Hans Siwik, nach dem Volksmund aufgezeichnet und übertragen von Laura Gonzenbach, Freiburg 1993, ISBN 3-451-23179-4.
- Don Giovanni und der Teufel. Märchen aus Sizilien nach dem Volksmund, gesammelt von Laura Gonzenbach, ausgewählt von Laurenz Bolliger, illustriert von Franziska Neubert, Berlin : Wagenbach 2003, ISBN 3-8031-1215-X.
- Von listigen Schustern, klugen Bauern, habgierigen Königen, bösen Hexen und schönen Frauen – sizilianische Märchen [von] Laura Gonzenbach, überarbeitet von Kathleen Gent, Leipzig : Edition Hamouda 2015, ISBN 978-3-940075-93-2.